# Noyelles-sur-Mer
Noyelles-sur-Mer é uma comuna francesa na região administrativa de Altos da França, no departamento de Somme. Estende-se por uma área de 20,01 km². Em 2010 a comuna tinha 719 habitantes (densidade: 35,9 hab./km²).